# Único superviviente
Único superviviente (en inglés: Sole Survivor) es una novela de Dean Koontz publicada en 1997. Trata de una mujer llamada Rose que es perseguida por una compañía llamada Teknologik.

## Sinopsis
La novela gira en torno a Joe Carpenter, un hombre que perdió a su esposa y dos hijas en un accidente de avión el año anterior. Joe nunca ha sido capaz de hacer frente a su muerte, y un año, el día de su aniversario, se reúne una extraña mujer llamada Rose, que alega ser una superviviente del accidente, incluso cuando no se informó de ninguno. Rosa promete a Joe decirle la verdad, pero todavía no. Después de reconocer que la historia del accidente nunca tuvo sentido para él, Joe comienza la búsqueda de respuestas en cuanto a lo que realmente sucedió en esa noche, descubriendo que algunos pueden estar interesados en poner fin a él, incluso si esto significa tomar su vida. Hay un gran número de suicidios de familiares de las víctimas del accidente, que por un tiempo convence a Joe que Rose es de puede conseguir de alguna forma matar con una foto de una lápida. Esto lo lleva a un nuevo desarrollo remachado con su hija muerta y un clon con poderes curativos que se parece a su hija y que quiere vivir la vida que ella nunca pudo. Rosa da el clon 21-21 a Joe para que pueda esconderla y mantenerla a salvo hasta que su poder curativo crezca a pleno potencial. Esta chica puede curar y dar esperanza a alguien que toca. La única debilidad es que ella no se puede curar a sí misma si está herida. Otro clon, SSW-89-58, tiene el poder de "ver" una imagen o un lugar y controlar a una persona en la zona. El accidente de avión es un plan para matar a Rosa, porque había sacado 21-21 clon del complejo de clones. 89-58 se vio obligado a no sólo tomar el control de la co-piloto, sino que se vio obligado a matar a todos en el avión. El avión se estrelló, pero afortunadamente la niña y Rosa fueron rescatados.
- Datos: Q7557471